# 더블 반담
《더블 반담》(Double Impact)은 미국에서 제작된 쉘던 레티치 감독의 1991년 액션 영화이다. 장 끌로드 반담 등이 주연으로 출연하였고 장 끌로드 반담 등이 제작에 참여하였다.
이 영화는 1991년 8월 9일 미국에서 개봉되었다.

## 출연

### 주연
- 장 끌로드 반담

### 조연
- 제프리 루이스
- 알란 스카피
- 진흔건
- 밴 킨
- 양사

## 기타
- 제작책임: 릭 네이단슨
- 공동제작: 쉘던 레티치
- 라인프로듀서: 에브젠 콜라
- 협력프로듀서: 찰스 왕
- 조감독: 빅 암스트롱
- 조감독: 앤디 암스트롱
- 미술: 존 제이 무어
- 의상: 조셉 A. 포로
- 배역: 제임스 F. 타지아

## SBS 성우진 (1996년 8월 23일)
- 엄주환 - 알렉스(장 클로드 반담)
- 신성호 - 채드(장 클로드 반담)
- 서혜정 - 다니엘(알로나 쇼)
- 김현직
- 김병관
- 이종오
- 강구한
- 이윤연
- 황미영
- 차명화
- 함수정
- 오인성